# World Monuments Fund
Pour les articles homonymes, voir WMF.
 (octobre 2023).
 (octobre 2023).
La mise en forme du texte ne suit pas les recommandations de Wikipédia : il faut le « wikifier ».
Les points d'amélioration suivants sont les cas les plus fréquents. Le détail des points à revoir est peut-être précisé sur la page de discussion.
- Les titres sont pré-formatés par le logiciel. Ils ne sont ni en capitales, ni en gras.
- Le texte ne doit pas être écrit en capitales (les noms de famille non plus), ni en gras, ni en italique, ni en « petit »…
- Le gras n'est utilisé que pour surligner le titre de l'article dans l'introduction, une seule fois.
- L'italique est rarement utilisé : mots en langue étrangère, titres d'œuvres, noms de bateaux, etc.
- Les citations ne sont pas en italique mais en corps de texte normal. Elles sont entourées par des guillemets français : « et ».
- Les listes à puces sont à éviter, des paragraphes rédigés étant largement préférés. Les tableaux sont à réserver à la présentation de données structurées (résultats, etc.).
- Les appels de note de bas de page (petits chiffres en exposant, introduits par l'outil «  Source ») sont à placer entre la fin de phrase et le point final[comme ça].
- Les liens internes (vers d'autres articles de Wikipédia) sont à choisir avec parcimonie. Créez des liens vers des articles approfondissant le sujet. Les termes génériques sans rapport avec le sujet sont à éviter, ainsi que les répétitions de liens vers un même terme.
- Les liens externes sont à placer uniquement dans une section « Liens externes », à la fin de l'article. Ces liens sont à choisir avec parcimonie suivant les règles définies. Si un lien sert de source à l'article, son insertion dans le texte est à faire par les notes de bas de page.
- La présentation des références doit suivre les conventions bibliographiques. Il est recommandé d'utiliser les modèles {{Ouvrage}}, {{Chapitre}}, {{Article}}, {{Lien web}} et/ou {{Bibliographie}}. Le mode d'édition visuel peut mettre en forme automatiquement les références.
- Insérer une infobox (cadre d'informations à droite) n'est pas obligatoire pour parachever la mise en page.

Pour une aide détaillée, merci de consulter Aide:Wikification.
Si vous pensez que ces points ont été résolus, vous pouvez retirer ce bandeau et améliorer la mise en forme d'un autre article.
Le World Monuments Fund (Fonds mondial pour les monuments, WMF) est une organisation non gouvernementale internationale et indépendante, consacrée à la préservation du patrimoine culturel de l'humanité et des sites historiques exceptionnels dans le monde entier. En partenariat avec des acteurs de la société civile, des bailleurs de fonds et les gouvernements, le WMF finance et opère des travaux de restauration, des actions de sensibilisation et des programmes de formation.
Fondé en 1965, le WMF a son siège à New York et possède des bureaux et des filiales dans le monde entier, notamment au Cambodge, en France, au Pérou, au Portugal, en Espagne et au Royaume-Uni. Depuis sa création, le WMF a mené plus de 700 projets dans 112 pays, dont de nombreux sites classés au patrimoine mondial de l'UNESCO, et a mobilisé plus de 300 millions de dollars pour leur préservation. Actuellement, une cinquantaine de projets sont en cours dans une trentaine de pays. En plus d'une gestion directe, les antennes identifient, développent et gèrent des projets, négocient des partenariats locaux et attirent des soutiens locaux pour compléter les fonds fournis par les donateurs.

## Objectifs
A travers ses projets, le World Monuments Fund cherche à répondre à certains des grands défis contemporains : la résilience face au changement climatique, l’élaboration de modèles de tourisme plus durables et la promotion d’une vision inclusive du patrimoine. A travers des programmes ciblés comme le Ukraine Heritage Response Fund, le WMF répond également aux situations de crises, qu’il s’agisse de catastrophes naturelles ou de conflits.

## Histoire

### L'International Fund for Monuments (1965–1984)
L'International Fund for Monuments (Fonds international pour les monuments, IFM) fut créé par le colonel James A. Gray (1909-1994) après sa retraite de l'armée américaine en 1960. Gray avait conçu un projet audacieux visant à arrêter l'affaissement de la tour de Pise en gelant le sol, et il créa l'organisation en 1965 pour mettre en œuvre cette idée. Bien que le projet n'ait pas abouti, la jeune organisation participa à la conservation des églises creusées dans le roc de Lalibela en Éthiopie, et des moaï de l'île de Pâques (Rapa Nui) au Chili.
À la suite de l’inondation du 4 novembre 1966 qui recouvrit la ville et notamment la place historique Saint-Marc pendant 24 heures, l’International Fund for Monuments ouvrit un nouveau chapitre de son histoire en s’associant aux efforts de l’UNESCO pour préserver la ville de Venise. Le "comité de Venise" ainsi formé par le WMF aboutit à la création de l'organisation indépendante Save Venice en 1971, qui contribua à asseoir la réputation de l'IFM.

### Sites protégés
Le WMF a travaillé sur des sites de renommée mondiale mais aussi sur d'autres moins connus. Parmi les projets les plus importants réalisés à partir de 1990, figurent de nombreux temples à Angkor, au Cambodge, dont Preah Khan et Phnom Bakheng ; le Château de Chantilly, en France ; la ville fantôme de Craco, en Italie ; de nombreuses structures à Rome, dont le Temple d'Hercule, Santa Maria Antiqua, et la Maison d'Auguste ; plusieurs sites de l'île de Pâques ; plusieurs sites de l'ancienne Louxor en Égypte ; Lalibela en Éthiopie ; San Ignacio Miní en Argentine ; l'ancienne cité maya de Naranjo au Guatemala ; l'aqueduc de Ségovie en Espagne ; ainsi que 25 projets à Venise, en Italie, sur une période de 20 ans. Le WMF a également participé à des projets aux États-Unis, notamment à Ellis Island, à Taos Pueblo, au parc national de Mesa Verde, à la Mount Lebanon Shaker Society et à de nombreux sites de la Nouvelle-Orléans et de la côte du golfe du Mexique.
- L’Île de Herschel (Nord-Canada) : ce site traditionnel inuit a aussi été un lieu historique de pêche à la baleine. Situé au bord du Yukon, il est aujourd’hui menacé à la fois par l’avancée de la mer et la fonte du pergélisol dans une zone qui semble se réchauffer à une vitesse accrue depuis quelques années.

- Le camp de Scott (Antarctique) : ce témoignage d’une période historique d’exploration de l’antarctique, au début du XXe siècle aurait pu perdurer des siècles et millénaires grâce au froid, mais ironiquement, ce site conçu pour suivre le climat local se trouve enfoui sous des chutes de neige de plus en plus importantes, résultant des modifications climatiques du pôle Sud, alors que par ailleurs la glace perd de son épaisseur dans la région.

- Mosquée de Chinguetti (Mauritanie) : située dans une de sept villes saintes de l'Islam, c’est un des nombreux sites du patrimoine mondial menacé par l’avancée du désert en Afrique occidentale

- Ville de Sonargaon-Pan Am (Bangladesh) : site construit pour les marchands médiévaux, devenu carrefour des cultures, dont on a négligé la dégradation des éléments bâtis, menacé par des inondations de plus en plus fréquentes, importantes et longues dans ce pays parmi les plus exposés à la montée des océans à la suite des impacts du réchauffement global.

- Vieille ville de Leh (Ladakh, Inde) : cette ville médiévale est un témoignage intact rare pour la région de l'Himalaya, qui doit maintenant tenter de trouver un difficile équilibre entre modernité et préservation durable des témoignages architecturaux qui y ont été préservés, tout en devant résister à des pluies plus fortes et fréquentes pour lesquelles ces bâtiments n’ont pas été conçus.

- La Nouvelle-Orléans, Louisiane, États-Unis : la ville balayée par l’ouragan (Katrina) doit se reconstruire et faire à face à la probabilité d’une violence et d’une fréquence accrue des ouragans, ainsi qu’à la montée de la mer.
- De nombreux temples d'Angkor (Cambodge), notamment Preah Khan et Phnom Bakheng, et Angkor Wat
- Le château de Chantilly (France)
- La ville fantôme de Craco (Italie)
- De nombreuses structures à Rome, dont le temple d'Hercule, Santa Maria Antiqua, et la Maison d'Auguste
- Plusieurs sites de l'île de Pâques au Chili
- Plusieurs sites de l'ancienne Louxor en Égypte
- Lalibela en Éthiopie
- San Ignacio Miní en Argentine
- L'ancienne cité maya de Naranjo au (Guatemala)
- Teotihuacan (Mexique)
- L'habitat traditionnel des Batammariba au Koutammakou (Bénin-Togo)
- De nombreux sites au Pérou, notamment la vallée sacrée des Incas.

### Le World Monuments Fund en France
Le World Monuments Fund s’est implanté en France dès 1989 et y a mené depuis plus d’une trentaine de projets répartis sur 21 sites, directement ou par l’intermédiaire du « World Monuments Fund - France » fermé en 2017, à l’occasion d’une réorganisation stratégique. Ainsi, le WMF a soutenu le patrimoine en France à hauteur de 19 millions de dollars. S’ajoute également la contribution à hauteur de deux millions USD, apportés à des sites français à l’étranger, pour la restauration de la résidence des services culturels de l’ambassade de France aux États-Unis à New York, et celle du Palazzo Farnese, siège de l’ambassade de France en Italie.
En septembre 2023, le World Monuments Fund a inauguré la réouverture de sa branche française dirigée par Mathilde Augé. Deux projets sont en cours : le WMF participe au grand chantier mené par la Ville de Paris dans l'église Saint-Eustache dans le quartier des Halles, où il a restauré la chapelle Saint-Joseph et travaille à la réalisation d'un nouveau parcours de visite. Dans le cadre du Chantier du Siècle lancé par l'École nationale supérieure de paysage, le WMF est également actif au Potager du roi à Versailles, inscrit à la World Monuments Watch en 2018. Outre la restauration d'éléments d'architecture emblématiques datant de la création du potager par Louis XIV, le WMF soutient une réflexion d’ensemble sur l’avenir du Potager du roi et les travaux de recherche menés pour adapter les variétés cultivées au changement climatique.
Le WMF France est actuellement abrité par la Fondation pour la Sauvegarde de l’Art français au 22 rue de Douai, dans le 9e arrondissement de Paris.
Parmi les principaux sites restaurés par le WMF en France, on compte : 
- L'église Saint-Eustache à Paris
- Le Potager du roi à Versailles
- La Chancellerie d'Orléans à Paris
- L'hôtel de Talleyrand à Paris
- Le château de Chantilly
- L'Opéra-comique à Paris
- L'église Saint-Sulpice à Paris
- Le dôme de l'hôtel des Invalides à Paris
- L'abbaye royale de Chaalis
- La cathédrale Saint-Pierre de Beauvais
- La synagogue de Carpentras
- La bibliothèque de l'Arsenal à Paris
- La cathédrale d'Albi
- Le château de Commarque

## Programmes
Le WMF fait appel aux dons de fondations, d’adhérents, de donateurs privés et de sociétés, et travaille avec des communautés locales et des partenaires gouvernementaux dans le monde entier pour préserver des lieux historiques majeurs et les transmettre aux générations futures.

### World Monuments Watch
Tous les deux ans, le WMF publie la World Monuments Watch, une liste de 25 monuments et sites historiques particulièrement menacés, dont la restauration devient la priorité du WMF qui leur alloue des fonds en conséquence. Depuis l'établissement de la première liste en 1996, ce programme a attiré l'attention de la communauté internationale sur les sites du patrimoine culturel du monde entier que le manque d'entretien, le vandalisme, les conflits armés, le surtourisme, les catastrophes naturelles ou encore le changement climatique mettent en péril. Par l'intermédiaire de la World Monuments Watch, le WMF encourage la communauté à soutenir la protection des sites menacés et concentre ses efforts techniques et financiers sur ces sites. Une liste détaillée de chaque événement est disponible dans l'année correspondante : 1996, 1998, 2000, 2002, 2004, 2006, 2008, 2010, 2012, 2014, 2016, 2018 et 2020.
Les sites éligibles sont de tous types, y compris l'architecture séculaire et religieuse, les sites archéologiques, les paysages et les paysages urbains, et datant de toutes les périodes, de l'Antiquité à l'époque contemporaine. Un jury indépendant d'experts internationaux examine et sélectionne les sites qui figurent sur la liste.

### Programmes spéciaux

#### Patrimoine culturel irakien
Après le début de la guerre d'Irak en 2003, le WMF s’est investi dans la conservation du patrimoine culturel irakien pour pallier les ravages de la guerre. Dans l'ancienne ville de Babylone, le WMF a lancé en 2008 le programme « Future of Babylon » pour élaborer un plan de gestion global du site, aider les responsables locaux et établir les limites du site pour la protection à long terme de l'ancienne ville. Entre 2009 et 2015, le WMF a collaboré avec le State Board of Heritage and Antiquities (SBAH) d’Irak pour documenter et préserver les sites, et préparer une proposition d'inscription de Babylone au patrimoine mondial de l’UNESCO, qui fut couronnée de succès en 2019.

#### Jewish Heritage Program
Le Hewish Heritage Program (Programme patrimoine juif) du World Monuments Fund a été lancé en 1988 pour soutenir la préservation de près de 60 sites liés aux communautés juives à travers le monde. Ces sites comprennent des synagogues, des centres culturels, des théâtres ou encore des maisons traditionnelles et sont menacés par des conflits, l'abandon, un manque de protection et de ressources. Parmi les monuments soutenus par le programme du WMF, on peut citer le quartier juif d'Essaouira au Maroc, la synagogue Mád en Hongrie, le projet de recherche sur le patrimoine juif au Cap-Vert, la synagogue art déco de Subotica en Serbie, les maisons traditionnelles boukhariennes en Ouzbékistan, la Grande Synagogue de Iași en Roumanie, la synagogue Keneseth Eliyahoo en Inde, la Schola Canton en Italie.
En septembre 2023, le WMF a annoncé lancer un partenariat d’une durée initiale de 5 ans avec l’UNESCO pour inventorier le patrimoine culturel juif à travers le monde et contribuer à sa préservation. Le programme est doté d’un investissement de départ d’un million de dollars et est ouvert aux financements extérieurs.

#### Ukraine Heritage Response Fund
Le Ukraine Heritage Response Fund (Fonds pour le patrimoine ukrainien) vise à protéger les trésors irremplaçables de l'Ukraine de nouveaux dommages et à préparer les restaurations post-conflit. Depuis l'invasion de l'Ukraine en 2022, plus de 150 sites historiques ont été identifiés comme gravement endommagés ou détruits, notamment le Musée historique et local d'Ivankiv, le monastère des Montagnes Saintes Lavra du XVIIe siècle dans l'est de l'Ukraine et le centre historique de Chernihiv, qui a été proposé à la liste du patrimoine mondial de l'UNESCO.
En partenariat avec des acteurs internationaux comme l’UNESCO, le fonds du WMF a lancé plusieurs projets pour répondre aux besoins immédiats, notamment la protection de la Maison Noire à Lviv, la fourniture d'extincteurs pour protéger les églises en bois d'Ukraine, la fourniture d'équipements de surveillance pour la cathédrale Sainte-Sophie de Kiev, l'installation d'une protection temporaire pour l'église de la Sainte-Trinité à Zhovkva, la numérisation des archives d'État de l'oblast de Kiev, l'évaluation du patrimoine endommagé dans les oblasts de Kiev, Chernihiv et Sumy.

## Distinctions

### Prix Knoll du modernisme
En 2006, avec le soutien de la société de meubles Knoll, le WMF a lancé "Modernism at Risk", un programme de défense et de conservation de l'architecture moderniste. Grâce à cette initiative, le prix biennal du modernisme World Monuments Fund / Knoll a été créé en 2008. Le prix inaugural a été décerné à Brenne Gesellschaft von Architekten pour la restauration de l'ancienne école syndicale ADGB en Allemagne, inscrite au patrimoine mondial du Bauhaus en juillet 2017.
Lauréats du Prix Knoll du modernisme :
- 2008 : Brenne Gesellschaft von Architekten mbH pour la restauration de l'ancienne école syndicale ADGB à Bernau bei Berlin, Allemagne.
- 2010 : Bierman Henket Architecten et Wessel de Jonge Architecten pour la restauration du sanatorium Zonnestraal à Hilversum, Pays-Bas.
- 2012 : Architectural Consortium for Hizuchi Elementary School pour la restauration de l'école élémentaire Hizuchi, à Yawatahama, Ehime, Japon.
- 2014 : Comité finlandais pour la restauration de la bibliothèque Viipuri avec la bibliothèque Alvar Aalto de la ville centrale pour la restauration de la bibliothèque Viipuri à Vyborg, Russie.
- 2016 : Molenaar & Co. architecten, Hebly Theunissen architecten, et Michael van Gessel landscapes pour la réhabilitation du Justus van Effen complex à Rotterdam, Pays-Bas.
- 2018 : Agence Christiane Schmuckle-Mollard pour la restauration de l'école Karl Marx, Villejuif, France.

### Hadrian Award
Lors du Hadrian Gala organisé annuellement par le World Monuments Fund, le Hadrian Award distingue plusieurs personnalités pour leur engagement et leurs contributions exceptionnels à la préservation et à la protection du patrimoine culturel de l'humanité.
Lauréats du Hadrian Award :
- 1988 : Carlo De Benedetti
- 1989 : Paul Mellon
- 1990: sa majesté The Prince of Wales
- 1991 : Brooke Astor
- 1992 : Marella and Gianni Agnelli
- 1993 : Dominique de Menil
- 1994 : David Rockefeller
- 1995 : Jacob Rothschild, 4e baron Rothschild
- 1996 : His Highness The Aga Khan IV
- 1997 : Phyllis Lambert
- 1998 : Richard Hampton Jenrette
- 1999 : les frètes Sainsbury – Tim Sainsbury, John Sainsbury, Simon Sainsbury
- 2000 : Harvey Golub
- 2001 : James Wolfensohn
- 2002 : Hélène and Michel David-Weill
- 2003 : Eugene V. Thaw
- 2004 : Carlos Slim
- 2005 : John Julius Cooper, 2nd Viscount Norwich
- 2006: sa majesté Gajsingh, le Maharaja de Jodhpur
- 2007: Rahmi Koç, Semahat Arsel, Suna Kiraç, and the Koç family
- 2008: Houghton, Doreen, et Graeme Freeman et la fondation Freeman
- 2009 : David Rockefeller, Jr.
- 2010 : Ratan Naval Tata et la famille Tata
- 2011 : Ronald et Jo Carole Lauder
- 2012 : Kenneth Chenault
- 2013 : Roberto Hernández Ramírez
- 2014 : Ellsworth Kelly et Mica Ertegün
- 2015 : sa majesté la reine Sofía
- 2016 : Tomas Maier et la fondation Stavros Niarchos
- 2017 : Deborah Lehr et Frank Stella
- 2018 : Prince Amyn Aga Khan et Dr. Eusebio Leal Spengler
- 2019 : Thomas Kaplan
- 2022 : Christian Louboutin, Elizabeth Alexander, Suzanne Deal Booth
- 2023 : Maryvonne Pinault, famille Krehbiel, Tata Sons